# アレクシス・フォウクス
アレクシス・フォウクス（Alexis Fawx、1975年6月23日 – ）は、アメリカ合衆国のポルノ女優。MILFやクーガーのジャンルで知られている。

## 来歴
ペンシルベニア州の小さな町で生まれ、高校卒業後アメリカ空軍に入隊し4年間勤務したが、父親の死により空軍を除隊した。その後、大学に入学して卒業し、特許および商標のパラリーガルとして働き始めた。
2010年、35歳でポルノ映画界に参入し、2年後にはフロリダの制作会社Bang Brosと契約を結んだ。その後、彼女はしばらく休暇をとり、2012年に復帰した。
2017年、『Brazzers House』のシーズン3第2話に参加し、翌年にはシーズン3第4話の司会者として参加した。彼女はReality Kings、Elegant Angel、Naughty America、そして2020年に専属契約を結んだBrazzersなど、数多くの制作会社と仕事をしてきた。
2018年、Hard Xレーベルの作品でミック・ブルー、続いてプリンス・ヤシュアと初のアナルセックスシーンを演じた。
2018年6月、ポルノ映画のキャリアと並行してロサンゼルスで毎月のイベント「ハイ・アズ・フォウクス」（High As Fawx）の主催を開始した。夜のショーのプログラムは常にさまざまなジャンルのエンターテイメントを組み合わせたもので、最初のショーには、コメディアンのクリス・ケイン、レイチェル・ウルフソン、リッチー・リース、ラッパーのフリント・ドミニク、スナップ・マーフィー、詩人のスティーブン・セント・ジェームス、ダンサーのケリー・ゲレロが出演した。

## 出演作の一部
- 2010年: MILF Soup 13
- 2011年: Bang My Step Mom 6
- 2012年: Party Of Three 2
- 2013年: Dorm Invasion 3
- 2014年: Dorm Invasion 9
- 2015年: Dirty Rotten Mother Fuckers 10
- 2016年: Cheer Squad Sleepovers Episode 20
- 2016年: Lesbian Seductions: Older/Younger 54
- 2016年: Lesbian Seductions: Older/Younger 55
- 2016年: Lesbian Adventures: Older Women et Younger Girls 10
- 2016年: Mother-Daughter Exchange Club 42
- 2016年: Mother-Daughter Exchange Club 45
- 2016年: Women Seeking Women 131
- 2016年: Women Seeking Women 134
- 2017年: Lesbian Seductions: Older/Younger 58
- 2017年: Women Seeking Women 139
- 2017年: Women Seeking Women 142
- 2018年: Girls Kissing Girls 22
- 2018年: Lesbian Adventures: Older Women et Younger Girls 12
- 2019年: First Anal Experience
- 2019年: Mom Knows Best 9

## 受賞
- AVNアワード
  - 2020年 – MILF Performer of the Year[12]
  - 2022年 – MILF Performer of the Year[13]
- ナイトムーヴス賞
  - 2021年 – Best MILF Performer (Fan's Choice)[14]
- XBIZ賞
  - 2022年 – MILF Performer of the Year[15]